# Автомагістраль A139 (Франція)
Автомагістраль A139 — це коротка трикілометрова автомагістраль, що з’єднує RN 138 і так звану об’їзну дорогу Sud III і автомагістраль A13 у напрямку Париж, Вернон, Евре.
Він обслуговує, зокрема, місто Руан, а також південно-західну частину його агломерації (Sotteville-lès-Rouen, Le Petit-Quevilly, Le Grand-Quevilly, Petit-Couronne, Grand-Couronne тощо).
Відкритий у 1970 році, він раніше мав номер A 930.
У майбутньому планується об’єднати цю автомагістраль з A150, напряму з’єднавши мост Флобера з південною кільцевою дорогою N338.